# Hartmannsgrün (Oelsnitz)
Hartmannsgrün ist ein Ortsteil der Großen Kreisstadt Oelsnitz/Vogtl. im sächsischen Vogtlandkreis. Er wurde am 1. Januar 1957 eingemeindet.

## Geografie

### Lage und Verkehr
Der Ortsteil Hartmannsgrün liegt im Osten der Stadt Oelsnitz/Vogtl. Der Ort befindet sich im Westen des Vogtlandkreises und im sächsischen Teil des historischen Vogtlands. Geografisch liegt Hartmannsgrün im Zentrum des Naturraums Vogtland (Übergang vom Mittelvogtländischen Kuppenland zum Oberen Vogtland). Der durch den Ort fließende Bach entwässert über den Hainbach (Gerbersbach) in die Weiße Elster.
Durch die südliche Hartmannsgrüner Ortsflur verläuft die Staatsstraße 303.
Der Ort ist mit der vertakteten RufBus-Linie 55 des Verkehrsverbunds Vogtland an Oelsnitz angebunden.

### Nachbarorte
|                 | Altmannsgrün, Droßdorf                      |             |
| Voigtsberg      | Kompassrose, die auf Nachbargemeinden zeigt | Tirpersdorf |
| Oelsnitz/Vogtl. | Raasdorf                                    | Zaulsdorf   |

## Geschichte
Der Ort Hartmannsgrün wurde im Jahr 1378 erstmals als „Hertwigisgrune“ erwähnt. Seit 1542 ist im Ort ein Rittergut nachgewiesen, welchem Hartmannsgrün bezüglich der Grundherrschaft anteilig unterstand. Der andere Anteil unterstand um 1542 der Pfarrkirche Oelsnitz und um 1764 direkt dem Amt Voigtsberg. Hartmannsgrün gehörte bis 1856 zum kursächsischen bzw. königlich-sächsischen Amt Voigtsberg. 1856 wurde der Ort dem Gerichtsamt Oelsnitz und 1875 der Amtshauptmannschaft Oelsnitz angegliedert. Kirchlich ist Hartmannsgrün seit jeher nach Oelsnitz/Vogtl. gepfarrt. Das Rittergut Hartmannsgrün befand sich seit 1901 im Besitz der Familie Knoll und kam 1940 an Erwin Kleinschmidt. Dieser wurde im Zuge der Bodenreform in der Sowjetischen Besatzungszone im Jahr 1945 enteignet. Im Jahr 1948 wurde das Herrenhaus abgerissen, lediglich eine Scheune blieb bis in die Gegenwart erhalten.
Durch die zweite Kreisreform in der DDR kam die Gemeinde Hartmannsgrün im Jahr 1952 zum Kreis Oelsnitz im Bezirk Chemnitz (1953 in Bezirk Karl-Marx-Stadt umbenannt). Am 1. Januar 1957 erfolgte die Eingemeindung nach Oelsitz/Vogtl. Hartmannsgrün kam als Ortsteil von Oelsnitz/Vogtl. im Jahr 1990 zum sächsischen Landkreis Oelsnitz, der 1996 im Vogtlandkreis aufging.